# Константін Коанде
Константін Коанде (рум. Constantin Coandă, * 1857, Крайова, Валахія — 1932, Бухарест, Румунія) — румунський державний і військовий діяч, професор, дипломат.

## Біографія
З 1912 по 1913 — брав участь у Балканських війнах.
З 1914 по 1917 — під час Першої Світової війни румунський військовий представник при Ставці Верховного головнокомандуючого російською армією.
У 1917 — представник Румунії при Українській Центральній Раді в Києві (УНР).
З 24.10.1918 по 29.11.1918 — очолив румунський перехідний уряд: від пронімецького кабінету А. Маргіломана до ліберального І. Бретіану. Був Прем'єр-міністром Румунії і Міністром Закордонних Справ Румунії.
З 1918 по 1920 — делегат від Румунії на Паризькій мирній конференції. Один із керівників Народної партії генерала Александру Авереску.
08.12.1920 — був поранений в результаті вибуху бомби закладеної терористом Максом Голдштайном.
З 1920 по 1921 — президент Сенату Румунії.
З 1926 по 1927 — президент Сенату Румунії.
Пройшов шлях від солдата до генерала та політика. Він досяг звання генерала в Румунській Армії, і пізніше став професором математики в Національній Школі мостів і шляхів в Бухаресті. Серед його семи дітей був Генрі Коанде, першовідкривач ефекту Коанде.